# Ана Марсела Куня
Ана Марсела Куня (порт. Ana Marcela Cunha; нар. 23 березня 1992) — бразильська плавчиня.
Учасниця Олімпійських Ігор 2008, 2016 років.
Чемпіонка світу з водних видів спорту 2011, 2015, 2017, 2019 років, призерка 2013 року.
Призерка Чемпіонату світу з плавання на відкритій воді 2010 року.
Призерка Пантихоокеанського чемпіонату з плавання 2018 року.
Переможниця Панамериканських ігор 2019 року.
Переможниця Південнамериканських ігор 2006, 2010, 2014 років.

## Особисте життя
Ана Марсела Куня — лесбійка. Її батько був плавцем, а мати — колишня гімнастка, яка завжди її підтримувала.